# Liste der Baudenkmäler in Dasing
Auf dieser Seite sind die Baudenkmäler in der schwäbischen Gemeinde Dasing zusammengestellt. Diese Tabelle ist eine Teilliste der Liste der Baudenkmäler in Bayern. Grundlage ist die Bayerische Denkmalliste, die auf Basis des Bayerischen Denkmalschutzgesetzes vom 1. Oktober 1973 erstmals erstellt wurde und seither durch das Bayerische Landesamt für Denkmalpflege geführt wird. Die folgenden Angaben ersetzen nicht die rechtsverbindliche Auskunft der Denkmalschutzbehörde.

## Baudenkmäler nach Ortsteilen

### Dasing
| Lage                             | Objekt                             | Beschreibung | Akten-Nr.              | Bild           |
| -------------------------------- | ---------------------------------- | --- | ---------------------- | -------------- |
| Kirchstraße 6 (Standort)         | Katholische Pfarrkirche St. Martin | Saalbau mit flacher Stichkappentonne und eingezogenem Chor, nördlicher Turm mit Bogenfriesen und Spitzhelm, Chor und Turm gotisch, Langhaus um 1690/95 (dendrochronologisch datiert), 1756 barockisiert und 1937/38 nach Westen erweitert; mit Ausstattung (siehe auch: Kanzel (Dasing)). | D-7-71-122-2 Wikidata  | weitere Bilder |
| Bei Paarstraße 9 (Standort)      | Wegkreuz                           | Schmiedeeisen, 1916. | D-7-71-122-50 Wikidata | Wegkreuz       |
| Unterzeller Straße 10 (Standort) | Pfarrhaus                          | 1690 errichtet, um 1750/60 und um 1910 verändert. | D-7-71-122-42 Wikidata | Pfarrhaus      |

### Bitzenhofen
| Lage                                                                           | Objekt                                | Beschreibung                                                                                            | Akten-Nr.              | Bild           |
| ------------------------------------------------------------------------------ | ------------------------------------- | --- | ---------------------- | -------------- |
| Haberskircher Straße 6 (Standort)                                              | Wegkreuz                              | Gusseisen, bezeichnet mit „1909“.                                                                       | D-7-71-122-40 Wikidata | Wegkreuz       |
| Stefansberg, westlich von Sophienhof an der Straße nach Haberskirch (Standort) | Wegkreuz                              | Gusseisen, Ende 19. Jahrhundert.                                                                        | D-7-71-122-7 Wikidata  | Wegkreuz       |
| St.-Nikolaus-Weg 13 (Standort)                                                 | Katholische Filialkirche St. Nikolaus | Saalbau mit eingezogenem Chor, Dachreiter mit Spitzhelm, 1770 erbaut, 1835 verlängert; mit Ausstattung. | D-7-71-122-6 Wikidata  | weitere Bilder |

### Heimat
| Lage                    | Objekt   | Beschreibung                                                                                           | Akten-Nr.     | Bild           |
| ----------------------- | -------- | --- | ------------- | -------------- |
| Vorderheimat (Standort) | Wegkreuz | Kruzifix mit gefasstem Korpus Christi und Marienfigur am Kreuzstamm, Gusseisen, spätes 19. Jahrhundert | D-7-71-122-55 | weitere Bilder |

### Hohleneich
| Lage                    | Objekt   | Beschreibung                   | Akten-Nr.              | Bild     |
| ----------------------- | -------- | ------------------------------ | ---------------------- | -------- |
| Hohleneich 1 (Standort) | Wegkreuz | Schmiedeeisen, 1908 errichtet. | D-7-71-122-48 Wikidata | Wegkreuz |

### Laimering
| Lage                                                             | Objekt                            | Beschreibung | Akten-Nr.              | Bild           |
| ---------------------------------------------------------------- | --------------------------------- | --- | ---------------------- | -------------- |
| Im Aichacher Feld, an der Straße nach Aichach (Standort)         | Wegkreuz                          | Schmiedeeisern, 1898. | D-7-71-122-11 Wikidata | weitere Bilder |
| Kapellenweg 18, östlich der Straße nach Wessiszell (Standort)    | Wegkapelle                        | Kleiner Satteldachbau, Ende 19. Jahrhundert. | D-7-71-122-36 Wikidata | weitere Bilder |
| Längenmoos, an der Straße nach Sielenbach (Standort)             | Wegkreuz                          | Schmiedeeisern, 1906. | D-7-71-122-12 Wikidata | weitere Bilder |
| Neulweg, nördlich des Orts an der Straße zur Ziegelei (Standort) | Wegkreuz                          | Schmiedeeisen, 1905 errichtet. | D-7-71-122-44 Wikidata | Wegkreuz       |
| Riedener Straße 3 (Standort)                                     | Bauernhaus                        | Wohnstallbau, erdgeschossiger Giebelbau mit Satteldach, zum Teil Segmentbogenfenster, spätes 18./frühes 19. Jahrhundert.                        | D-7-71-122-9 Wikidata  | weitere Bilder |
| Riedener Straße 8 (Standort)                                     | Pfarrhaus                         | Zweigeschossiger Satteldachbau, Giebel durch Putzprofile gegliedert, Nische im oberen Giebelfeld, im Kern frühes 18. Jahrhundert.               | D-7-71-122-10 Wikidata | Pfarrhaus      |
| Riedener Straße 11 (Standort)                                    | Katholische Pfarrkirche St. Georg | Lisenengegliederter Saalbau mit Flachtonne und eingezogenem Chor, südlicher Zwiebelturm, um 1790 errichtet, 1894/95 erweitert; mit Ausstattung. | D-7-71-122-8 Wikidata  | weitere Bilder |

### Latzenhausen
| Lage                                        | Objekt                             | Beschreibung                                                                                       | Akten-Nr.              | Bild           |
| ------------------------------------------- | ---------------------------------- | -------------------------------------------------------------------------------------------------- | ---------------------- | -------------- |
| In Latzenhausen (Standort)                  | Katholische Kapelle St. Laurentius | Saalbau mit östlichem Zwiebelturm, 18. Jahrhundert, im 19. Jahrhundert erweitert; mit Ausstattung. | D-7-71-122-13 Wikidata | weitere Bilder |
| Latzenhausen 2, in der Ortsmitte (Standort) | Wegkreuz                           | Gusseisen, um 1900.                                                                                | D-7-71-122-37 Wikidata | Wegkreuz       |

### Lindl
| Lage                                          | Objekt                          | Beschreibung                                                              | Akten-Nr.              | Bild           |
| --------------------------------------------- | ------------------------------- | ------------------------------------------------------------------------- | ---------------------- | -------------- |
| An der Waldstraße (Standort)                  | Sogenanntes Lindlmüller-Denkmal | 1903 errichtet, 1991 versetzt.                                            | D-7-71-122-45 Wikidata | weitere Bilder |
| Waldstraße 21 a, bei Waldstraße 21 (Standort) | Wegkapelle                      | Kleiner Rechteckbau mit Dachreiter, 18./19. Jahrhundert; mit Ausstattung. | D-7-71-122-14 Wikidata | weitere Bilder |

### Malzhausen
| Lage                                           | Objekt   | Beschreibung                   | Akten-Nr.              | Bild           |
| ---------------------------------------------- | -------- | ------------------------------ | ---------------------- | -------------- |
| Malzhausen 1, nordwestlich des Orts (Standort) | Wegkreuz | Schmiedeeisen, 1911 errichtet. | D-7-71-122-46 Wikidata | weitere Bilder |

### Oberzell
| Lage                   | Objekt                          | Beschreibung | Akten-Nr.              | Bild                            |
| ---------------------- | ------------------------------- | --- | ---------------------- | ------------------------------- |
| In Oberzell (Standort) | Katholische Kapelle St. Barbara | Neubarocker Zentralbau, westlicher Vorbau mit geschweiftem Giebel und Dachreiter mit Zwiebelhaube, 1910; mit Ausstattung. | D-7-71-122-15 Wikidata | Katholische Kapelle St. Barbara |

### Rieden
| Lage                                                   | Objekt                            | Beschreibung | Akten-Nr.              | Bild           |
| ------------------------------------------------------ | --------------------------------- | --- | ---------------------- | -------------- |
| Am Fuchsberg, an der Straße nach Sielenbach (Standort) | Wegkapelle                        | 1950. | D-7-71-122-18 Wikidata | weitere Bilder |
| Am Pfarrhof 3 (Standort)                               | Katholische Pfarrkirche St. Vitus | Tonnengewölbter Saalbau mit Pilastergliederung und eingezogenem Chor unter Stichkappentonne, westlicher Zwiebelturm, um 1735, Chor gotisch, Turm 1767; mit Ausstattung. | D-7-71-122-16 Wikidata | weitere Bilder |
| Am Pfarrhof 7 (Standort)                               | Pfarrhaus                         | Zweigeschossiger Giebelbau mit Satteldach, im Kern erste Hälfte 18. Jahrhundert, im 19. Jahrhundert verändert.                                                          | D-7-71-122-17 Wikidata | Pfarrhaus      |
| Dorfstraße 29 (Standort)                               | Wohnhaus einer Dreiseithofanlage  | Zweigeschossiger Satteldachbau mit Putzgliederung, 1888. | D-7-71-122-34 Wikidata | weitere Bilder |

### Sankt Franziskus
| Lage                                          | Objekt                                         | Beschreibung | Akten-Nr.              | Bild           |
| --------------------------------------------- | ---------------------------------------------- | --- | ---------------------- | -------------- |
| Brunnenmühle 6 (Standort)                     | Wegkreuz                                       | Kruzifix aus Gusseisen, Ende 19. Jahrhundert. | D-7-71-122-5           | weitere Bilder |
| St. Franziskus 1; 3; beim Hofbauer (Standort) | Wegkreuz mit arma Christi und trauernder Maria | Eisenguss und Drechslerarbeit, in Holznische, 1900.                                                                                              | D-7-71-122-20 Wikidata | weitere Bilder |
| St. Franziskus 2 (Standort)                   | Katholische Filialkirche St. Franziskus        | Flachgedeckter Saalbau mit eingezogenem Chor, südlicher Turm mit Spitzhelm, um 1594 errichtet, um 1670/80 verändert, Turm 1876; mit Ausstattung. | D-7-71-122-19 Wikidata | weitere Bilder |

### Taiting
| Lage                            | Objekt                                     | Beschreibung | Akten-Nr.              | Bild                             |
| ------------------------------- | ------------------------------------------ | --- | ---------------------- | -------------------------------- |
| Nähe Aichacher Weg (Standort)   | Katholische Kapelle Maria Schnee           | Einschiffig mit polygonaler Apsis, 1882 errichtet, 1891 erweitert, 1951 erneuert | D-7-71-122-49 Wikidata | Katholische Kapelle Maria Schnee |
| Marienstraße 5 (Standort)       | Ehemaliges Pfarrhaus                       | Zweigeschossiger Satteldachbau, im Kern frühes 18. Jahrhundert, Ende des 19. Jahrhunderts verändert; zugehöriges Nebengebäude, erdgeschossig mit Schopfwalmdach, wohl gleichzeitig. | D-7-71-122-41 Wikidata | Ehemaliges Pfarrhaus             |
| Marienstraße 7 (Standort)       | Katholische Pfarrkirche Mariä Verkündigung | Flachgedeckter Saalbau mit eingezogenem Chor unter Stichkappentonne, nördlicher Zwiebelturm, 1712 ff.; mit Ausstattung (siehe auch: Kanzel).                                        | D-7-71-122-23 Wikidata | weitere Bilder                   |
| Marienstraße 11 (Standort)      | Ehemaliges Austragshaus                    | Erdgeschossiger Greddachbau, frühes 18. Jahrhundert. | D-7-71-122-21 Wikidata | weitere Bilder                   |
| Nähe Marienstraße (Standort)    | Mörtelplastiken                            | Heilige Michael und Sebastian, Heilige Familie, von Bartholomäus Ostermair, Ende 19. Jahrhundert; ursprünglich in Zieglbach, 2016 nach Taiting transferiert.                        | D-7-71-122-30          | weitere Bilder                   |
| St.-Emeran-Straße 26 (Standort) | Katholische Kapelle St. Emmeram            | Kleiner, flachgedeckter Rechteckbau mit eingezogener Halbkreisapsis und Dachreiter, im Kern 12./13. Jahrhundert, im 18. Jahrhundert verändert; mit Ausstattung.                     | D-7-71-122-24 Wikidata | Katholische Kapelle St. Emmeram  |

### Tattenhausen
| Lage                                | Objekt                                      | Beschreibung | Akten-Nr.              | Bild           |
| ----------------------------------- | ------------------------------------------- | --- | ---------------------- | -------------- |
| St.-Peter-und-Paul-Weg 1 (Standort) | Katholische Filialkirche St. Peter und Paul | Flachgedeckter Saalbau mit eingezogenem Chor unter Stichkappentonne, nördlicher Satteldachturm, im Kern spätgotisch, um 1767 und um 1795 verändert, 1897 erweitert; mit Ausstattung. | D-7-71-122-25 Wikidata | weitere Bilder |
| Winterhofstraße 6 (Standort)        | Wegkreuz                                    | Schmiedeeisen, 1908 errichtet. | D-7-71-122-47          | weitere Bilder |

### Unterzell
| Lage                                                     | Objekt                           | Beschreibung | Akten-Nr.              | Bild                             |
| -------------------------------------------------------- | -------------------------------- | --- | ---------------------- | -------------------------------- |
| In Unterzell (Standort)                                  | Katholische Kapelle St. Nikolaus | Flachgedeckter Saalbau mit stark eingezogenem Chor unter Stichkappentonne, Dachreiter mit Zwiebelhaube, Chor im Kern wohl Ende 16. Jahrhundert, 1756 mit dem Neubau des Langhauses verändert; mit Ausstattung. | D-7-71-122-26 Wikidata | Katholische Kapelle St. Nikolaus |
| Kirchholz, nordwestlich des Ortes am Waldrand (Standort) | Wegkapelle                       | Kleiner Rechteckbau mit Satteldach, zweite Hälfte 19. Jahrhundert; mit Ausstattung. | D-7-71-122-27 Wikidata | Wegkapelle                       |

### Wessiszell
| Lage                                                                       | Objekt                                              | Beschreibung | Akten-Nr.              | Bild           |
| -------------------------------------------------------------------------- | --------------------------------------------------- | --- | ---------------------- | -------------- |
| Höhenrainacker; Kreisstraße 21; an der Straße nach Tattenhausen (Standort) | Wegkreuz                                            | Schmiedeeisen, um 1900. | D-7-71-122-52 Wikidata | weitere Bilder |
| Pfarrstraße 5 (Standort)                                                   | Ehemaliges Pfarrhaus                                | Zweigeschossiger Satteldachbau mit Lisenengliederung, im Kern 1611.                                                                                            | D-7-71-122-35 Wikidata | weitere Bilder |
| Pfarrstraße 9 (Standort)                                                   | Katholische Pfarrkirche zu den Unschuldigen Kindern | Saalbau mit eingezogenem Chor und nördlichem Zwiebelturm, im Kern spätmittelalterlich, Ende des 17. Jahrhunderts verändert, Turm 1712 erhöht; mit Ausstattung. | D-7-71-122-28 Wikidata | weitere Bilder |

### Zieglbach
| Lage                                                                               | Objekt                               | Beschreibung | Akten-Nr.              | Bild           |
| ---------------------------------------------------------------------------------- | ------------------------------------ | --- | ---------------------- | -------------- |
| Beim Hinterholz, weit außerhalb des Ortes an der Straße nach Malzhausen (Standort) | Wegkreuz                             | Mit arma Christi, Ende 19. Jahrhundert. | D-7-71-122-33 Wikidata | weitere Bilder |
| St.-Michael-Straße 13 (Standort)                                                   | Katholische Filialkirche St. Michael | Außen lisenen-, innen pilastergegliederter, flachgedeckter Saalbau mit eingezogenem Chor unter Stichkappentonne, Dachreiter mit Zwiebelhaube, um 1686; mit Ausstattung (siehe auch: Kanzel). | D-7-71-122-29 Wikidata | weitere Bilder |
| St.-Michael-Straße, Ecke Lindenstraße (Standort)                                   | Wegweiser                            | Um 1860/70. | D-7-71-122-38 Wikidata | weitere Bilder |
| Am westlichen Ortsende (Standort)                                                  | Wegkreuz                             | Gusseisen, bezeichnet mit „1897“. | D-7-71-122-39 Wikidata | weitere Bilder |

## Abgegangene Baudenkmäler
In diesem Abschnitt sind Objekte aufgeführt, die früher einmal in der Denkmalliste eingetragen waren, jetzt aber nicht mehr existieren, z. B. weil sie abgebrochen wurden. Aktennummern in diesem Abschnitt sind ehemalige, jetzt nicht mehr gültige Aktennummern.

| Lage                                                | Objekt   | Beschreibung            | Akten-Nr.              | Bild     |
| --------------------------------------------------- | -------- | ----------------------- | ---------------------- | -------- |
| Laimering Dasinger Straße; Kapellenäcker (Standort) | Wegkreuz | Schmiedeeisen, um 1900. | D-7-71-122-51 Wikidata | Wegkreuz |